# Kármán Tódor
Szőllőskislaki Kármán Tódor, német nevén Theodore von Kármán, született Kármán Tivadar Mihály (Budapest, 1881. május 11. – Aachen, 1963. május 6.) magyar gépészmérnök, fizikus, alkalmazott matematikus, akit az amerikai légierő (USAF) védőszentjének becéznek, és a szuperszonikus repülés, a hiperszonikus áramlástan, valamint a rakétatechnológia és az űrhajózás egyik úttörőjeként is ismernek. Tudta nélkül a német repüléstechnika alapjainak letételével a német légierő, a Luftwaffe kifejlesztéséhez is sokban hozzájárult. Mint fizikus és alkalmazott matematikus nagyban hozzájárult a hidrodinamika és a modern gázdinamika, illetve az aerodinamika huszadik századbeli fejlődéséhez. Számos kutatóintézet, valamint nemzeti és nemzetközi irányító bizottság megteremtésével, megszervezésével vagy irányításával bízták meg. Segítségét számos ország nagyra becsüli.

## Életpályája, kutatásai

### Származása, pályakezdése
Kármán Tódor egy csehországi származású budapesti zsidó család harmadik gyereke volt, a család mindkét ágában számos intellektuális előddel. Felmenői között szerepel többek között Júda Löw ben Becalél tudós rabbi is. Apja, Kármán Mór, a filozófia és a neveléstan neves budapesti egyetemi tanára volt, és nagy tekintélyt szerzett az egyetemi középiskolai tanárképzés gyakorlatának alakításában. A közoktatásban végzett munkájáért elnyerte a szőllőskislaki nemesi elönevet. Édesanyja Kohn Ilka. Bátyja Kármán Elemér (1876–1927) kriminálpedagógus, pszichológus, jogász volt.
Oktatása magánúton kezdődött. A számtan volt a kedvence, és emlékezőtehetségét testvérei már korán felismerték, amikor ámulatukra hatéves korában képes volt öt- és hatjegyű számokat fejben hiba nélkül összeszorozni. Apja azonban attól tartva, hogy fia a tehetségét számtani mutatványok cirkuszi bemutatására fogja majd használni, azt kívánta, hogy humán tárgyakkal, művelődési tartalmakkal is foglalkozzék. Iskolai oktatása kilencéves korában kezdődött a budapesti mintagimnáziumnak is nevezett M. Kir. Tanárképző Intézet Gyakorló-Főgymnasiumában.
1898-ban megnyerte az ország legjobb matematika és természettudomány tanulójának szánt országos Eötvös József-díjat, és érettségije után külföldre készült tiszta matematikát tanulni, de apja idegösszeroppanása, valamint anyagi okok miatt Budapesten kellett maradnia. Így apja kívánságának engedve, aki fiát egy gyakorlati pálya felé igyekezett irányítani, A jóhírű Királyi József Műegyetemre iratkozott be, ahol a neves Bánki Donát professzor irányítása alatt tanult, az egyetem gépészmérnöki karán. Az egyetemet 1902-ben, 22 éves korában fejezte be, kitüntetéssel.

### Munkássága

#### Európa
Az egyetem végeztével egyéves sorkatonai szolgálatra hívták be az osztrák–magyar közös hadseregbe. Hazatértével Bánki Donát professzor hidraulika tanársegédjeként kapott alkalmazást a Műszaki Egyetemen, de a Ganz gyár tanácsadójaként is dolgozott.
1906-ban Kármán a Magyar Tudományos Akadémia ösztöndíjával Németországba utazott tanulmányai folytatására a Göttingeni Egyetemen (Universität Göttingen) ahol a neves Ludwig Prandtl professzor felügyelete alatt a hidrodinamikával és aerodinamikával együtt a határréteg-elméleten és a repülőgép szárnyprofil-elméletén dolgozott. Nagy befolyással volt rá Prandtl mellett David Hilbert és Felix Klein is; ez növesztette a repülés elmélete iránti különös érdeklődését. Így amikor a repülők alkatrészei szilárdságának a problémája merült fel és a Krupp gyár egy hidraulikus prést ajánlott fel nagy fémszerkezetek nyomás alatti eltorzulásának tanulmányozására, amihez matematikai modellezést is csatolt, ezt a témát választotta doktorátusi értekezésére, ami mind magyarul mind németül megjelent nyomtatásban. A doktori diplomával együtt egy „privát docens” állásfelajánlást is kapott. Később a Zeppelin Léghajóépítő Társaságnak lett egy szélcsatorna használatára szüksége, aminek megépítését a Göttingeni Egyetemre bízták. Kármán a szélcsatorna használatával végrehajtott tanulmányai közben figyelt fel 1911-ben egy váltakozó irányba forgó örvény kialakulására egy lapos akadály mögött, amit róla neveztek el Kármán-örvénysornak, vagy -örvényútnak; ez utóbbi elnevezés az örvények váltakozó irányát az utcák váltakozó oldali megvilágításához hasonlítja. Ez idő alatt Kármán Max Born fizikussal is társult az atomok mozgásának tanulmányozására, a rácsdinamika Fourier egyenletek általi leírásával. Egy rövid félévet a Selmecbányai Bányászati Akadémián töltött el professzori állásban, de amikor látta, hogy ott nem kaphat elég anyagi támogatást kísérleti munkára visszatért Göttingenbe.
1913-ban elfogadta az aacheni Technische Hochschule által felajánlott és az aacheni Aeronautikai (Repüléstani) Intézet igazgatói állásával járó tanári állást a „Repüléstan és Mechanika” tanszék élén. A kutatóintézetben hamarosan egy erős kutatócsoport megszervezésébe kezdett a kísérleti berendezés lényeges megjavításával, egy szélcsatorna megtervezésével is. Hugo Junkers közeli segítőtársa lett a Junkers J-1 szállító-repülőgép aerodinamikai megtervezésében. Ennek az első konzolos tartású szárnnyal ellátott, kizárólag fémfelépítésű repülőnek a szárnyprofilterveit diákjai értékelték ki az egyetem szélcsatornáján.
Az első világháború kitörésével 1914-ben ismét besorozták az osztrák–magyar hadseregbe. Idejét nagyrészt a Bécs melletti Aerodinamikai Laboratóriumban töltötte, ahol késedelem nélkül egy repülőfejlesztési kísérleti laboratóriumot rendezett be szélcsatornával. Itt Petróczy István, Zurovetz Vilmos és Asboth Oszkár közreműködésével egy a helikopter elvein alapuló, de csak egy helyben lebegő kötött tüzérségi megfigyelőeszközt terveztek, építettek és üzemeltettek, amit később PKZ néven szabadalmaztattak. A háború végén 1918-ban visszatért Magyarországra arra számítva, hogy talán a magyar tudományos oktatási rendszer alapvető modernizálásában kap fontos szerepet. A Tanácsköztársaság idején közoktatási népbiztos-helyettesként dolgozott az Oktatásügy Minisztériumban, de később a feladatot reménytelennek ítélte. A kommün bukása után ez a pozíció nem is maradt meg, és 1920 őszén Kármánt a MAeSz (Magyar Aero Szövetség) is kizárta tagjai közül. Így visszatért Aachenbe az Aeronautikai Intézet és az egyetem „Repüléstan és Mechanika” tanszékének vezetésére. A város melletti faluban, a holland határ túloldalán, Vaalsban lakott.
Aachenben – a német repülőgépgyárosok anyagi támogatásával – a szilárd akadályok áramló folyadékokra és gázokra való hatását, a turbulenciaelméletet, és a gázok szilárd testekre gyakorolt emelőerejét (repülőgép szárnyprofil) tanulmányozva intenzív alapvető kutatási programba kezdett nem is sejtve, hogy ez milyen lényeges előnyt szolgáltat majd a modern német légierő, a Luftwaffe létrehozásához a második világháború idejére.

#### Amerika
Az 1930-as évek elején a német nemzetiszocialista irányzat terjedésével állása bizonytalanná vált. Mivel Kármán már volt Amerikában, amikor a California Institute of Technology (Pasadena) Nobel-díjas professzora, Robert Millikan 1926-ban hozzá fordult segítségért egy szélcsatorna megtervezésével kapcsolatban, és meghívta intézetéhez, majd 1928-ra munkaideje felét már egyébként is Amerikában töltötte, 1930-ban a Caltech kezdeményezésére tervezett Guggenheim Aeronautical Laboratory (GALCIT) által felajánlott igazgatói állást nem tudta elutasítani.
A szuperszonikus repülés elméletéhez 1932-ben azzal járult hozzá, hogy a háromdimenziós Navier–Stokes áramlási egyenleteket egyetlen egyenletre egyszerűsítette, és az áramlás útjába helyezett akadályok különböző pontjai közelében mért fizikai adatok tanulmányozásával arra megoldást javasolt. Ezt a szuperszonikus repülés feladataira alkalmas Kármán-Moore elméletnek nevezett megoldást ma is széles körben használják.
1933-ban véglegesen az Egyesült Államokban telepedett le, és 1936-ban az amerikai állampolgárságot is felvette.
Kármán alapította meg 1933-ban az Amerikai Egyesült Államok Aeronautikai Tudományának Intézetét (US Institute of Aeronautical Sciences) és kutatást indított a folyékony anyagok mechanikája (angolul: fluid mechanics) a turbulenciaelmélet és a szuperszonikus repülés területén, valamint a matematikának a gépészmérnöki, repülőgép-szerkezeti és talajerózió területén való alkalmazásával is.
Bár a rakéták elméletével már a húszas évek óta lépést tartott, jól ismerve azok korai elméleteivel foglalkozó tudósait, az orosz Konsztantyin Eduardovics Ciolkovszkij, a francia Robert Esnault-Pelterie, az amerikai Robert Goddard, az erdélyi születésű német Hermann Oberth valamint a német származású lettországi szovjet Fridrih Cander munkáit érdeklődése rövidesen erősen a rakétakutatás felé hajlott, mihelyt a második világháború idején megtudta, hogy a németek rakétákat fejlesztettek ki hadi célokra. Ezt az érdeklődést az Angliának a rakétafegyverekkel (angolul doodlebugs) való bombázása felőli hír is továbbserkentette.
Kármán hatására a modern amerikai felsőfokú aerodinamikai oktatás fejlődése is lényegesen felgyorsult. Ez a Caltechen a rugalmasságtannak, a szerkezeti tervezésnek, az üzemanyag- és szerkezeti anyag-kémiának, és a hajtómű-konstrukciónak a tananyagba belefoglalásával, vagy annak kiterjesztésével a reaktív (lökhajtásos, torlósugár-hajtásos) és a szuperszonikus repülés tervezésének, előbb a startrakéták, majd a nagyobb, ballisztikus rakéták tervezésének oktatásához is vezetett. Ezúton az atomfizika bevándorolt tudósai (Szilárd Leó, Albert Einstein, Enrico Fermi, majd Robert Oppenheimer) szaktudásaihoz hasonlóan a második világháború végére Kármán modern aerodinamikája és szervezőképessége is az Egyesült Államok nagyhatalmi eszközévé vált.
Az amerikai állam anyagi támogatásával Kármán alapított meg Kaliforniában egy aerodinamikai kísérleti laboratóriumot, melynek neve 1944 után Jet Propulsion Laboratory (Sugárhajtás-laboratórium) lett és amely élére Kármánt jelölték ki. Ez az intézet később jelesen szolgálta az amerikai űrkutatási programot is.
Kármánt mint az USAF speciális tanácsadóját 1939-ben egy (a világon legelső) hatméteres 40 000 lóerős szélcsatorna tervezésére kérték fel, aminek segítségével a légierő hatalmas lépéseket tett a repüléskutatásban. Az amerikai hadi, honvédelmi hatóságokkal való szoros együttműködés szolgálatára az USA hadügyminisztériumának főtanácsadójára való kinevezése után Kármán állította fel az Amerikai Légierő Tudományos Tanácsadói Elnökségét (USAF Scientific Advisory Board)
A háború után alkalma volt tanulmányozni a német rakétakutatás eredményeit is, amelyeket sikeresen használt fel az amerikai sugárhajtásos és ballisztikus repülés továbbfejlesztésére. Így a rakéta üzemanyag-égetés, aerotermokémia és magnetohidrodinamika alkalmazásával a rakéta hajtóművek modernizálása útján Kármán az amerikai műholdtervezés és űrkutatás hajtóerejévé vált.

#### Nemzetközi
Az egyre nehezebb és költségesebb feladatok megoldásához nemzetközi együttműködésre volt szükség, és Kármán ebben is részt akart vállalni. Így a háború után ugyan megtartva a Caltech tiszteletbeli igazgatói pozícióját és az amerikai légierővel való szoros kapcsolatát, előbb a NATO-nak lett tanácsadója, majd 1949-ben lemondott igazgatói pozícióiról, és Párizsba költözött. A NATO Repüléstani Kutatás és Fejlesztés Csoportjának (Advisory Group for Aeronautical Research and Development, AGARD) és később a Nemzetközi Repüléstudományi Tanácsnak (International Council of the Aeronautical Sciences, ICAS) és az Asztronautikai Világszövetségnek (International Astronautical Federation) keretében folytatott tevékenysége folyamán kitartó szervezőmunkával 1960-ra létrehozta az űrkutatók nemzetközi fórumát, a Nemzetközi Asztronautikai Akadémiát (International Academy of Astronautics) aminek Kármán támogatásával, legutolsó 1962-i őszi szülővárosába tett látogatása után 1963-ban Magyarország is tagja lett. Ebben az évben halt meg Aachenben.

#### Tudományos tevékenységének összefoglalója
Ismereteinket a következő tudományágakban terjesztette ki:
- Rugalmasság
- Rezgés
- Hőátadás
- Kristálytan

Speciális közreműködés :
- Nem elasztikus torzulás elmélete,
- Kármán-féle örvénysor, nem stacionárius, henger alakú akadály utáni sodorvonalak
- Lamináris áramlás stabilitása,
- Turbulencia,
- Szárnyprofil körüli egyenletes és nem egyenletes áramlás
- Határrétegek
- Szuperszonikus aerodinamika

Nevéhez fűződnek :
- Föppl–Kármán-egyenletek (rugalmas lemezek elhajlása)
- Born–von Kármán-határállapot, Kármán-rácsmodell (kristálytan)
- Chaplygin–Kármán–Tsien-megközelítés (potenciális áramlás)
- Falkowich–Kármán-egyenlet (transzonikus áramlás)
- Von Kármán-konstans (falturbulencia)
- Kármán-vonal (aerodinamika és asztrodinamika)
- Kármán–Howarth-egyenlet(wd) (turbulencia)
- Kármán–Nikuradze-korreláció (nagy viszkozitású folyadékok áramlása)
- Kármán–Pohlhausen-paraméter (határrétegek)
- Kármán–Treffz-transzformáció (szárnyprofilelmélet)
- Kármán–Prandtl-törvény (áramlási sebesség fedetlen csatornákban)
- Kármán-integrálegyenlet (határréteg-elmélet)
- Repülő orrkúpjának tervezése, Haack-széria, Kármán-féle csúcsív vagy boltív (szuperszonikus aerodinamika)
- Kármán-örvénysor (áramlás henger alakú tárgy mögött)

## Kitüntetései és emlékezete
Kármán számos kitüntetést kapott:
- United States National Medal of Science, vagyis Egyesült Államok Nemzeti Tudományos Érme (1963) első birtokosa[14]
- Franklin Gold Medal, aranyérem (1948)
- Member of the Royal Society (az angol királyi társaság tagja)
- A Prandtl-gyűrű, a Gauss-érem, Kelvin-érem, Guggenheim-érem és Watt-érem tulajdonosa.
- A Budapesti Műszaki Egyetem gyémántdiplomáját a tiszteletbeli doktori címmel együtt 1962-ben kapta meg. Ugyanebben az évben kapta a Bánki Donát-érem kitüntetést is.

Tevékenységét több más ország is nagyra értékelte, úgymint: Franciaország, a Vatikán, Németország, Görögország, Spanyolország, Hollandia és az Egyesült Királyság is.
- Emlékét a Hold túlsó oldalán (45°D, 175°K) és a Marson (46,5°D, 59°K) egy-egy becsapódási kráter neve őrzi.
- A BME Gépészmérnöki Karának kollégiumát róla nevezték el.
- Kármán Tódor-díj
- A Magyar Posta Kármán Tódor emlékére 1992-ben bélyeget adott ki.
- Pasadenában a NASA JPL auditóriuma is az ő nevét viseli.
- Az Aacheni RWTH Egyetemen az előadótermeket magába foglaló épületet Kármán-Auditóriumnak nevezik.
- Budapesten a Közlekedési Múzeum parkjában is áll mellszobra.

Műveinek gyűjteményes kiadása 1956-ban jelent meg négy kötetben.

## Magyarul megjelent művei
- Kármán Tódor–Maurice A. Biot: Matematikai módszerek műszaki feladatok megoldására; ford. Rózsa Pál; Műszaki Kiadó, Bp., 1963
- Kármán Tódor–Lee Edson: Örvények és repülők. Kármán Tódor élete és munkássága; ford. Jereb Gábor; Akadémiai, Bp., 1994